# 非弾性散乱
非弾性散乱（ひだんせいさんらん）とは、入射粒子のエネルギーが保存されないような散乱過程のこと。弾性散乱の対義語。